# Krueperia nivale
Krueperia nivale är en mångfotingart som beskrevs av Karl Wilhelm Verhoeff 1900. Krueperia nivale ingår i släktet Krueperia och familjen Anthroleucosomatidae. Inga underarter finns listade i Catalogue of Life.